# Boa (naturreservat)
 For alternative betydninger, se Boa. (Se også artikler, som begynder med Boa)
Boa er et naturreservat i Okome sogn i Falkenbergs kommun, Hallands län, Sverige. Det grenser till Bergs naturskog.
Det har et areal på 23,4 hektar og har været beskyttet siden 2017.
Det består af løvskov med bøg (80 %) og eg (20 %). Sandsynligvis er de ældste træer på samme alder (omkring 170 år) som dem i Bergs naturskog.
Naturrservatets formål er at bevar biodiversiteten, mød behovet for områder til friluftsliv og plej og bevar værdifulde naturmiljøer. I området er der bl.a. almindelig lungelav (Lobaria pulmonaria), glinsende kernelav (Pyrenula nitida), almindelig Kuglelav (Sphaerophorus globosus), almindelig fladmos (Neckera complanata), lav fladmos (Neckera pumila), almindelig skælryg (Porella platyphylla), åben krogtand (Antitrichia curtipendula) og køllemosser (Zygodon)